# غيلدون
غايناس هو قائد عسكري روماني من أصل قوطي من القرن الرابع الميلادي. خدم كقائد عسكري في الامبراطورية الرومانية الشرقية تحت إمرة الامبراطورين ثيودوسيوس الأول وابنه آركاديوس، في سنة 394 اختاره ثيودوسيوس كقائد الفرقة البربرية في معركة فريجيدوس، حيث تمكنوا حينها من الانتصار على الامبراطورية الرومانية الغربية بقيادة أوجينيوس وأربوغست. بعد وفاة الإمبراطور ثيودوسيوس في سنة 395، تآمر مع أوتروبيوس لأجل اغتيال القنصل روفينوس وألذي كان على خلاف مع ستيليكو. استغل غايناس ضعف شخصية الإمبراطور وأراد أن يكون الحاكم الأعلى في الإمبراطورية الشرقية كما كان ستيليكو في الغرب. أصبح قائد الجيش الروماني في الشرق في سنة 398، وبعد هزيمته أمام القوط أعطي منصبه لتريبيغيلد وألذي كان موالي له. خطط مع تريبيغيلد فيما بعد لاجل التخلص من القنصل أوتروبيوس فقام بتهديد الامبراطورة إيليا أودوكسيا ألتي كانت تحميه وتمت محاكمته واعدامه في سنة 399. أصبح غايناس الرجل الاقوى في الامبراطورية وزاد من امتيازات جنوده القوط مما أدى لسخط بقية الجنود من الرومان واليونانيين. لم يتجرأ أي أحد أنداك في الوقوف بوجهه الا أسقف القسطنطينية يوحنا ذهبي الفم. أراد من الإمبراطور ان يرضخ لمطالبه بأن يسمح لأتباعه القوط بالاستقرار في تراقيا وأن تصبح الآريوسيه مذهبه المذهب الرسمي في الامبراطورية. الا ان الإمبراطور لم يوافق. أمرت الامبراطورة أودوكسيا بتحصين القسطنطينية لأي هجوم محتمل لغايناس، لكن بدل مهاجمته للعاصمة قرر الهجوم على هيلسبونت في آسيا الصغرى وهناك تصدى له الجنرال القوطي الآخر فرافيتا ليهرب بعد ذلك إلى نهر الدانوب حيث قتل هناك من قبل أولدين وأرسل رأسه كهدية دبلوماسية إلى أركاديوس في سنة 400.